# 철과잉증
철과잉증(鐵過剩症, 영어: iron overload)은 어떠한 까닭에 체내에 철이 축적되는 질병이다. 혈색소증(血色素症, 영어: haemochromatosis)이라고도 한다. 가장 중요한 병인은 유전적 혈색소증(HHC), 유전병, 또 반복적인 수혈에 의해 발생할 수 있는 수혈 철과잉증이 있다.

## 증상
혈색소증에 보통 영향을 받는 기관은 간, 심장, 내분비선이다.
혈색소증은 다음의 임상적 증후군이 동반될 수 있다:
- 간경변: 지역적인 철의 축적[5]에서 섬유(간경변증)에 이르기까지 다양함.
- 기능 실패와 세포 괴사를 일으키는 췌장섬 베타 세포의 선택적 철 축적으로 인한 당뇨병[2][6]
- 심근증
- 관절의 피로인산칼슘 축적으로 인한 관절염. 가장 흔히 영향을 받는 관절은 손, 특히 두 번째~세 번째 손가락의 손가락 관절이다.[7]
- 고환 이상
- 피부 갈색화.
- 관절 통증과 뼈 통증[8]

## 병인
철과잉증의 병인은 원발성(유전성)과 속발성(후천성)으로 나눌 수 있다.

## 진단
아연 축적을 진단하고 감시하기 위한 여러 방식이 있다.
- 혈청 페리틴: 남성 및 폐경후 여성의 경우 혈청 페리틴 수치가 300 ng/mL (670 pmol/L) 이상이면 철과잉증이다.[10][11][12] 폐경 전 여성의 경우, 혈청 페리틴 수치가 150[10] 또는 200[11] ng/mL (330 또는 440 pmol/L)[12] 이상인 경우 철과잉증으로 진단한다.
- 간생검
- HFE
- MRI

## 치료
건강한 사람의 규칙적인 치료에는 정기적인 정맥 절개술(피뽑기, 적혈구성분채집)로 이루어진다. 처음 진단을 받을 때 철분의 수치가 정상 수치로 될 때까지 정맥 절개술이 매우 자주 수행된다.

## 같이 보기
- 철결핍증